# Peter Atherton
Peter Atherton (* 6. April 1970 in Orrell, Greater Manchester) ist ein ehemaliger englischer Fußballspieler. Als vielseitig einsetzbarer Akteur, der gleichsam als rechter Außenverteidiger, im Abwehrzentrum und im defensiven Mittelfeld zum Einsatz kam, war er vor allem für seine Zeit in der zweiten Hälfte der 1990er-Jahre als Kapitän von Sheffield Wednesday bekannt.

## Sportlicher Werdegang

### Wigan Athletic (1984–1991)
Atherton schloss sich in seiner Heimat im Oktober 1984 über einen Schülervertrag dem Verein Wigan Athletic an. Nach dem Wechsel ins offizielle Nachwuchsprogramm als „Trainee“ im Juli 1986 unterzeichnete er im Februar 1988 beim damaligen Drittligisten den ersten Profivertrag. Bereits zuvor hatte er am 24. Oktober 1987 für die erste Mannschaft sein Ligadebüt beim FC Blackpool (0:0) gegeben. Weitere 15 Ligapartien absolvierte er in der Saison 1987/88 und in der anschließenden Spielzeit 1988/89 eroberte er sich einen Stammplatz bei den „Latics“.
Mit seinem Einsatz gegen Huddersfield Town am 26. November 1988 startete er dazu eine Serie von ununterbrochenen Ligapartien für Wigan, die die gesamten Spielzeiten 1989/90 und 1990/91 umfasste. In diesen Jahren wurde der vielseitig in Abwehr und Mittelfeld einsetzbare Defensivakteur vereinsintern als „Spieler des Jahres“ ausgezeichnet. Dazu kam seine Nominierung in die Drittligamannschaft des Jahres (PFA Team of the Year) durch die Spielergewerkschaft PFA. Für höhere Aufgaben hatte er sich besonders im FA Cup gegen den Erstligisten Coventry City empfohlen und der dort damals verantwortliche Trainer Terry Butcher war derart beeindruckt, dass er Atherton kurz nach Beginn der Saison 1991/92 für 300.000 Pfund nach Coventry lotste.

### Coventry City (1991–1994)
In Coventry war Atherton sofort Teil einer robusten Verteidigungsreihe und mit ihm im Abwehrzentrum (obwohl mit rund 1,80 Meter nicht gerade groß gewachsen) kassierte die Mannschaft gemessen an dem nur knapp erreichten Klassenerhalt unterdurchschnittlich wenige Gegentore – lediglich 44 in 42 Ligapartien. Dazu absolvierte er im Oktober 1991 sein erstes (und einziges) Länderspiel für die englische U-21-Auswahl.
In den folgenden beiden Jahren bis Mitte 1994 entwickelte er sich zu einem gestandenen Spieler der zur Saison 1992/93 neu gestarteten Premier League. Atherton absolvierte 79 Von 84 Ligapartien für Coventry City und wurde dabei zumeist im Abwehrzentrum und sporadisch auf der rechten Außenverteidigerposition eingesetzt. Anfang Juni 1994 wechselte er schließlich für die Ablösesumme von 800.000 Pfund zum Erstligakonkurrenten Sheffield Wednesday.

### Sheffield Wednesday (1994–2000)
Bei den „Owls“ aus Sheffield sollte Atherton in erster Linie den nach Schweden rückkehrenden rechten Abwehrspieler Roland Nilsson ersetzen. Als aber auch noch der Rumäne Dan Petrescu verpflichtet werden konnte, begann Atherton zunächst erneut im Abwehrzentrum, bevor er sich kontinuierlich als „erste Wahl“ auf der rechten Außenposition durchsetzte. Entscheidend dafür waren seine Stärken, die darin lagen, dass er seine Zweikampfstärke und das gute Stellungsspiel mit kraftvollen Läufen auf der rechten Seite und guten Flanken kombinierte. Am Ende seiner ersten Saison in Sheffield wählten ihn die Anhänger zum „Spieler des Jahres“. Im zweiten Jahr zog es ihn häufiger wieder in die Abwehrmitte, wo er gemeinsam mit Des Walker das Verteidigungszentrum bildete. Unter dem neuen Trainer David Pleat wurde er zudem zum Mannschaftskapitän (und diesbezüglichem Nachfolger von Walker) befördert. Maßgeblich für diese Entscheidung war für Pleat Athertons Einsatzbereitschaft, an der sich die jüngeren Mitspieler zu orientieren hatten. Atherton galt stets als sogenannter „No-Nonsense“-Spieler, da er mit seiner Spielweise zwar wenige Überraschungsmomente kreierte, dafür aber auch selten Risiken einging.
Immer mehr wuchs er fortan in die Rolle des zentral-defensiven Mittelfeldspielers und nicht zuletzt seinen Führungsqualitäten verdankte es der Verein, dass er wieder in der Lage war, sich 1997 in der oberen Tabellenhälfte zu platzieren (nach dem nur knappen Klassenerhalt im Jahr zuvor). Auch in der Spielzeit 1997/98, als Sheffield Wednesday wie zwei Jahre zuvor nur knapp den drohenden Abstieg abwendete, war er weiter Schlüsselspieler in der taktischen Ausrichtung der Mannschaft und gelegentlich half er gar in Angriffspositionen aus. In der Saison 1998/99 kehrte er in die Verteidigung zurück, um dort wieder als rechter Abwehrspieler zu agieren und im Jahr darauf, als Sheffield als Tabellenvorletzter in die zweite Liga abstieg, bekleidete er zumeist die Position im Abwehrzentrum. Als angesehener Erstligadefensivspieler überraschte es dann auch nicht, dass Atherton im Juli 2000 Sheffield den Rücken kehrte und mit seinem ablösefreien Wechsel zu Bradford City der Premier League erhalten blieb.

### Bradford City (2000–2005)
In einer wechselhaften Saison 2000/01 spielte Atherton für Bradford als rechter Außenverteidiger und wechselte nach der Verletzung von Andy O’Brien in die Innenverteidigung, bevor er sich im Februar 2001 gegen den FC Southampton erstmals auf der Ersatzbank wiederfand. Nur zwei Tage später lieh ihn Bradford für die restlichen Saisonpartien an den Zweitligisten Birmingham City. Dort trug nach einem beeindruckenden Debüt gegen den Lokalrivalen West Bromwich Albion (2:1) mit neun weiteren Ligaeinsätzen zum Erreichen der Play-off-Spiele bei und absolvierte dort auch beide Halbfinalpartien gegen Preston North End, die mit dem Ausscheiden endeten.
Im Anschluss an seine Rückkehr zu Bradford City, das mittlerweile auch nur noch zweitklassig spielte, verletzte sich Atherton in der Saisonvorbereitung derart schwer am Knie, dass Mitte August 2001 eine Operation durchgeführt wurde. Ein Comeback-Versuch endete im November 2001 gegen Norwich City nach gut einer Stunde und der Rückfall hatte zur Folge, dass er in der Spielzeit 2001/02 nicht mehr zum Einsatz kam. Im August 2002 verlief die Rückkehr dann erfolgreicher und in der Folgezeit spielte er sich – zumeist im defensiven Mittelfeld agierend – in die Mannschaft zurück, wobei sein einziger Saisontreffer gegen Crystal Palace (2:1) im März 2003 entscheidend dazu beitrug, wichtige drei Punkte im Kampf um den Klassenerhalt einzufahren. Er blieb nun weitgehend verletzungsfrei und neben seiner integralen Bedeutung auf dem Feld vor der Abwehrkette diente er dem Klub in der Abstiegssaison 2003/04 auch zeitweise als Interimstrainer. Gemeinsam mit Wayne Jacobs betreute er die Mannschaft gegen Stoke City, bevor schließlich Bryan Robson als neuer Cheftrainer verpflichtet werden konnte. Im August 2004 brach sich Atherton während eines Spiels der Reservemannschaft einen Knöchel, woraufhin eine dreimonatige Zwangspause folgte. Erst nach der Jahreswende kam er noch einmal während des Ausfalls von Darren Holloway zu zehn Einsätzen in Serie auf der Rechtsverteidigerposition, aber nach dem erneuten Stammplatzverlust lief Athertons Vertrag Mitte 2005 aus, womit auch sein Engagement in Bradford insgesamt endete.

### Halifax Town (2005–2008)
Atherton ließ seine Karriere ab 2005 in der Football Conference bei Halifax Town ausklingen. Dort absolvierte er in der Spielzeit 2005/06 noch einmal 14 Ligapartien, bevor er im Juli 2007 in den Trainerstab des Klubs wechselte. Einen letzten eigenen Einsatz absolvierte er am 10. April 2008 gegen Ebbsfleet United.

## Titel/Auszeichnungen
- PFA Team of the Year (1): 1990/91 (3. Liga)